# Tujiko Noriko
Tujiko Noriko és una intèrpret i compositora japonesa de música experimental i avant-pop. Bona part de la seva música consisteix en capes repetitives de samples i ritmes electrònics i melodies que es van afegint gradualment les unes sobre les altres, mentre ella canta per sobre; les lletres són en japonès i anglès. Ha treballat pel segell discogràfic austríac Mego i l'alemany Tomlab. El 2004 va formar equip amb Peter Rehberg per formar DACM i gravar l'àlbum Stéréotypie. Actualment viu a París i també treballa en curtmetratges experimentals. Segons un article de The Japan Times, ha acabat dues pel·lícules: "Sand and Mini Hawaii" i "Sun".

## Discografia
- Keshou To Heitai AKA Makeup and Soldiers (2000)
- Shojo Toshi AKA Girl City (2000, Mego)
- I Forgot the Title (2002, Mego)
- Hard Ni Sasete AKA Make Me Hard (2002, Mego)
- From Tokyo to Naiagara (2003, Tomlab)
- Stéréotypie amb Peter 'Pita' Rehberg (2004, Asphodel)
- Blurred In My Mirror (2005, Room40)
- 28 amb Aoki Takamasa (2005, Fat Cat Records)
- J amb Riow Arai (2005, publicat amb el títol de RATN)
- "少女都市+ (Shojo Toshi+)" (2006, Editions Mego)
- Solo (2007, Editions Mego)
- Trust[2] (2008, Nature Bliss)
- U amb Lawrence English i John Chantler (2008, ROOM40)

## DVDs
- HOW TO, vídeos de Graw Böckler (2004 raumfuerprojektion)